# Fiat Abarth OT 850
Der Fiat Abarth OT 850, alternativ auch als Fiat Abarth 850 OT, Fiat Abarth 850OT sowie intern als Abarth (Modello, Sigla oder Tipo) 101 bezeichnet, ist ein sportliches Kleinwagen-Modell des italienischen Automobilherstellers Abarth; als Einstiegsmodell der Baureihe wurde es zwischen 1964 und 1966 in verschiedenen Versionen auf Basis des Fiat 850 angeboten.

## Modellbeschreibung

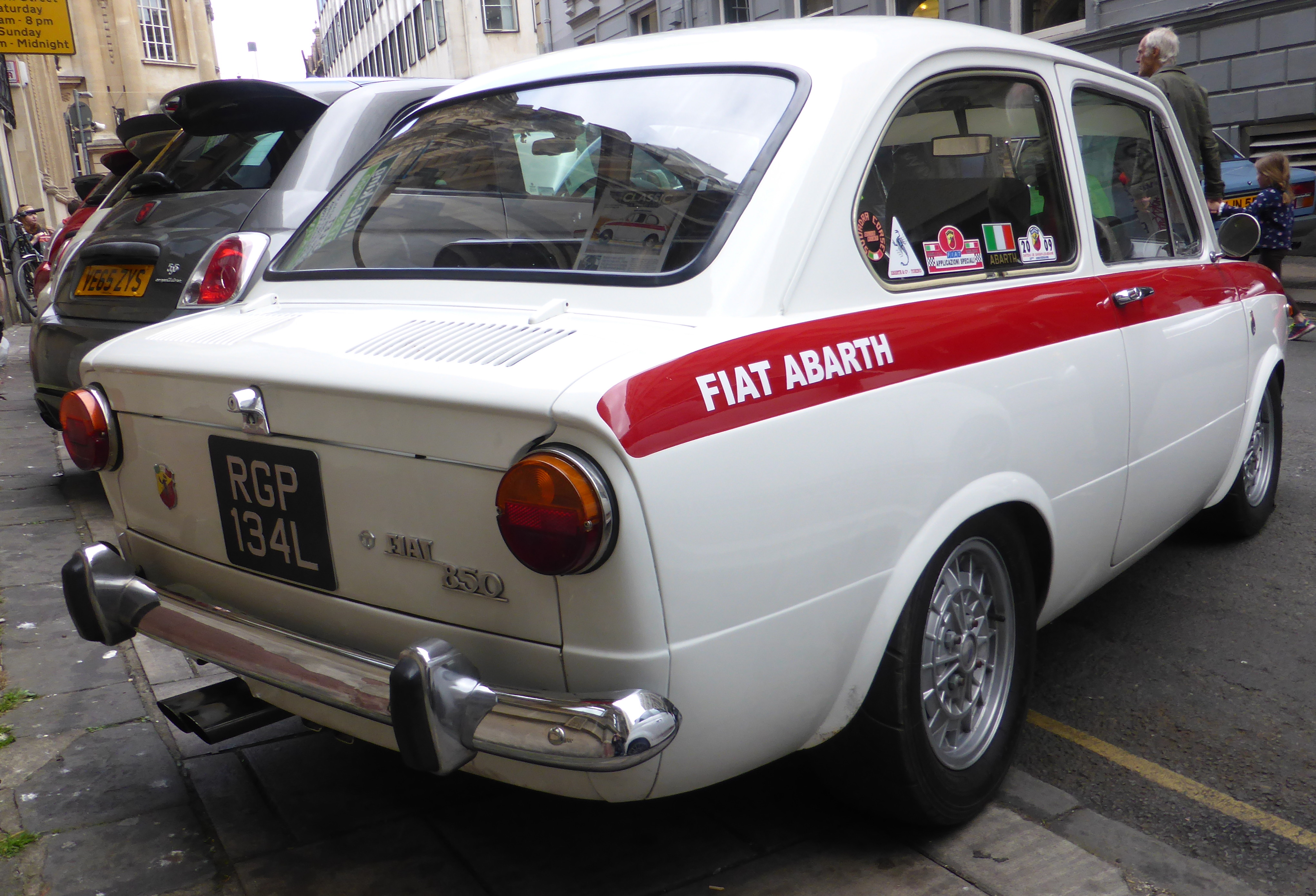
Das Heck eines Fiat Abarth OT 850 (vermutlich erst nachträglich 1972 aufgebaut) mit farblich kontrastierendem Seitenstreifen, wie er bei Abarth im Motorsport verbreitet war

Der OT 850 gehört zur weitverzweigten, unübersichtlichen Pkw-Baureihe Fiat Abarth OT, die das Turiner Unternehmen zwischen 1964 und 1970 produzierte. Unter den OT-Modellen war er bis 1966, als der Neuwagenverkauf der 850er-Variante endete, hinsichtlich Hubraum, Leistung und Preis das Einstiegsmodell. Seine nächsten Verwandten waren
- der hubraum- und leistungsstärkere Fiat Abarth OT 1000 Berlina (1964 bis 1966), der intern als Abarth Tipo 102 geführt wurde, sowie
- der sportlichere Fiat Abarth OTR 850 (nur 1966, Tipo 103).

Die technische Basis vom Fahrwerk über die Karosserie bis zum Motor stammt vom Fiat 850 Berlina mit Heckmotor, Hinterradantrieb und 34 PS (25 kW).
Der OT 850 entstand in mehreren Versionen als Serienmodell mit Straßenzulassung für Kunden, eine Motorsportvariante hingegen nur für werkseigene Zwecke zur Erprobung. Anders als der OT 1000 war er nur mit der zweitürigen Limousinenkarosserie des Fiat 850 Berlina erhältlich, hingegen nicht als Coupé oder Spider. Merkmal aller OT 850 ist der Abarth-Motor Sigla 201 mit dem unveränderten Hubraum des Ausgangsmodells und weiterhin OHV-Ventilsteuerung. Das Modell war als Nachfolger des kleineren, leichteren Fiat Abarth 850 TC konzipiert, der noch auf dem Fiat 600 basierte, und richtete sich gezielt an Kunden, die eine Kombination aus guten Fahrleistungen und besserer Familientauglichkeit suchten.
In der Serienversion mit Straßenzulassung leistet der OT 850 44 beziehungsweise 53 PS (32 bzw. 39 kW), in der Rennsportausführung ohne Straßenzulassung bis zu etwa 70 PS (51 kW). Genaue Produktionszahlen sind nicht überliefert.

## Übersicht über die verschiedenen Versionen
Vom Fiat Abarth OT 850 entstanden ab Werk folgende Varianten:
- Fiat Abarth OT 850 (intern Abarth Tipo 101):[Anm. 3] Ab Mai 1964 fertigte Abarth das Basismodell mit Straßenzulassung und der zweitürigen Limousinen-Karosserie des Fiat 850 Berlina in Serie. Es hatte den Abarth-Motor Sigla 201 mit 44 PS (32 kW), der eine Höchstgeschwindigkeit von 130 km/h ermöglichte;[1][2][3]
- Fiat Abarth OT 850/Oltre 130 (intern weiter Abarth Tipo 101):[Anm. 4] Im November 1964 folgte die geringfügig überarbeitete Variante mit kleinen Änderungen am Ölkreislauf, dennoch gleicher Motorkennung, und mit unveränderter Leistung, aber etwas höherer Höchstgeschwindigkeit;[1][2]
- Fiat Abarth OT 850/Oltre 150 (intern ebenfalls Abarth Tipo 101):[Anm. 5] Im November 1964 ergänzte die leistungsstärkere Variante mit 53 PS (39 kW) und Straßenzulassung das Modellprogramm (intern ebenfalls als Motor Sigla 201 bezeichnet);[1][2]
- Fiat Abarth OT 850 Corsa (intern Abarth Tipo 101A): Zur Erprobung fertigte Abarth ab 1964 in Einzelstücken diese Variante für den Motorsport ohne Straßenzulassung mit dem weiter leistungsgesteigerten Motor Abarth Sigla 201A.[3]

Mitunter findet sich bei allen Varianten der Namenszusatz „Berlina“, auf Deutsch „Limousine“, obwohl mangels weiterer Karosserievarianten bei diesem Modell ein solcher Zusatz entbehrlich ist.

## Entwicklungsgeschichte

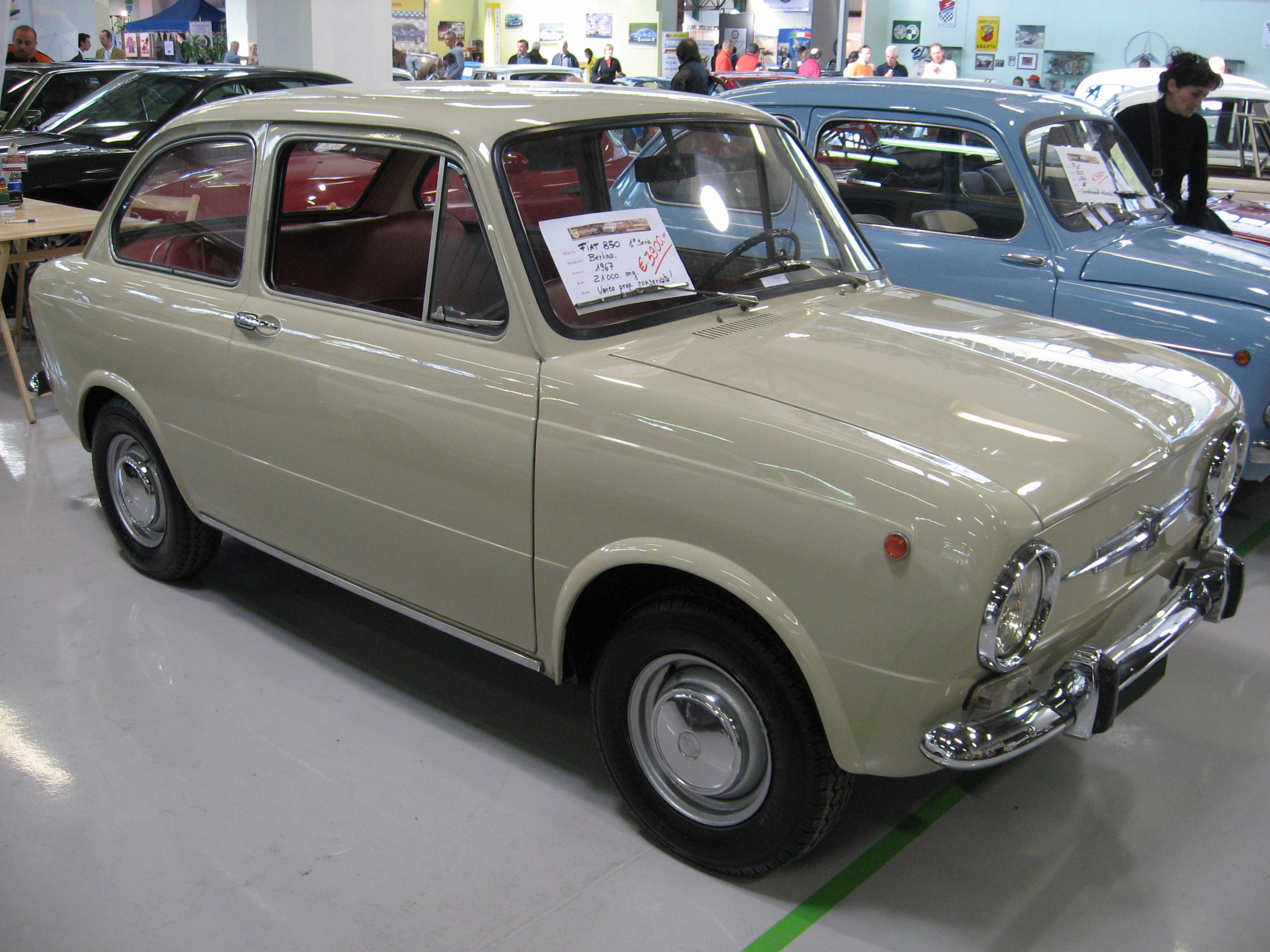
Das Ausgangsmodell des Fiat Abarth OT 850, der Fiat 850 Berlina

Traditionell hatte Abarth enge Kontakte zu Fiat; so standen frühzeitig Vorserienfahrzeuge des im März 1964 vorgestellten Fiat 850 Berlina zur Verfügung, um die umfangreiche Baureihe Fiat Abarth OT zu entwickeln. Den OT 850 sah Abarth als sportliches Einstiegsmodell für eine größere Serienfertigung, auch für den seriennahen Motorsport durch Amateure in der Klasse bis 850 Kubikzentimeter Hubraum. Im Frühjahr 1964 entwickelte Abarth unter Leitung des Chefingenieurs Mario Colucci und des Leiters der Motorenentwicklung, Luciano Fochi, den Motor Abarth Sigla 201 als Straßenversion sowie Sigla 201A als Rennsportausführung. Beide Triebwerksvarianten waren hinsichtlich der Vergaserbestückung, des Abgaskrümmers und der gesamten Auspuffanlage auf die Platzverhältnisse im Motorraum der Limousinenkarosserie ausgelegt. Die ursprüngliche Version mit 44 PS (32 kW) debütierte im Mai 1964. Im Zuge von Weiterentwicklungen wurde im November 1964 der Ölkreislauf optimiert; zugleich wurde der verbesserten Basisversion eine leistungsstärkere, sportliche Variante mit 53 PS (39 kW) zur Seite gestellt. Parallel entwickelte Abarth ab 1964 eine Rennsportversion zur internen Erprobung.
Aus dem OT 850 mit Limousinenkarosserie gingen im November 1964 das hubraum- und durchzugsstärkere Serienmodell OT 1000 Berlina (Tipo 102) mit 982 Kubikzentimeter Hubraum hervor, ferner als Versuchsträger im Dezember 1964 zunächst der Fiat Abarth OT 1600 Berlina (Tipo 135) sowie zu Jahresbeginn 1965 der Fiat Abarth 2000 Berlina (Tipo 136). Im Jahr 1966 folgte noch in Einzelstücken der Fiat Abarth OTR 850 mit dem speziellen, von Abarth entwickelten Radiale-Zylinderkopf, der 1965 im OTR 1000 Coupé seine Premiere hatte.

## Produktionsgeschichte

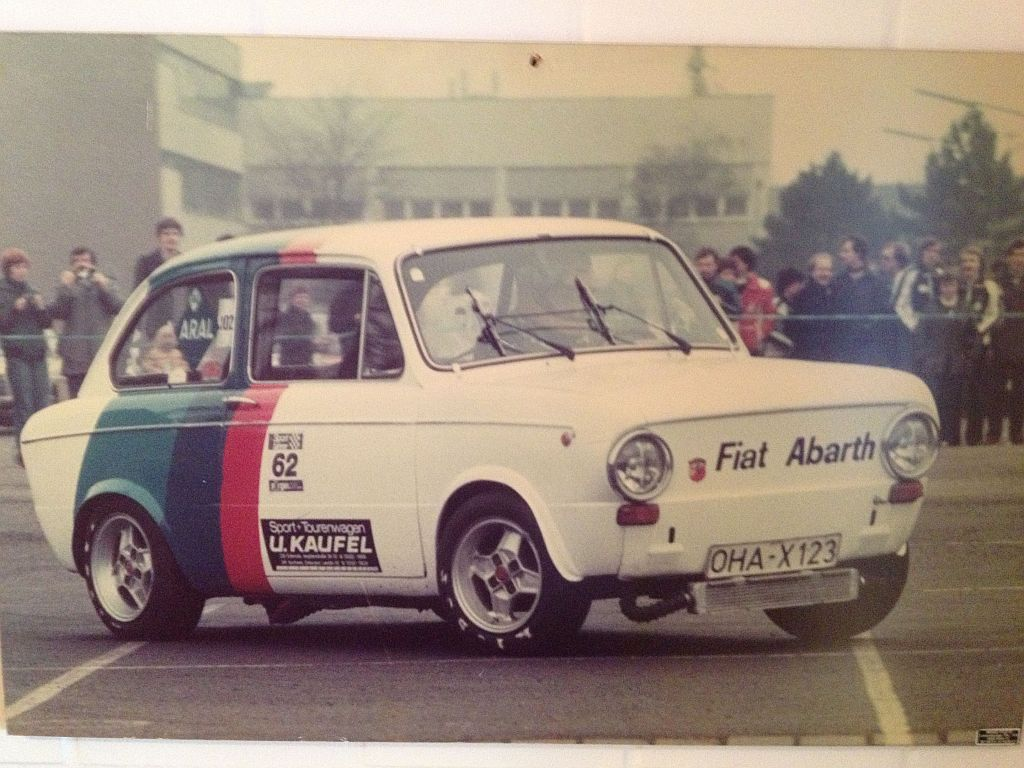
Nach Produktionsende des Fiat Abarth OT 850 wurden viele Fiat 850 noch mit Abarth-Teilen aufgewertet, auch für den Motorsport, hier ein modifizierter Fiat 850 Special

Die Produktion des OT 850 begann im Mai 1964. Abarth erhielt die Ausgangsfahrzeuge einzeln beziehungsweise in Schüben aus der laufenden Fiat-Produktion; er übernahm deren Chassisnummern und ergänzte sie durch eigene Kürzel; eine nachträgliche exakte Zählung ist dadurch nicht möglich. Die Produktionszahlen des OT 850 blieben deutlich hinter den Erwartungen zurück. Manchen erschien sein Preisaufschlag gegenüber dem serienmäßigen Fiat 850 Berlina im Vergleich zum Leistungsgewinn und dem Zuwachs bei der Höchstgeschwindigkeit als zu hoch. Ferner hatte Fiat im Laufe des Jahres 1964 ergänzend den konkurrierenden 850 Super eingeführt; dieser leistete durch die Umstellung auf Superbenzin immerhin 37 (DIN-)PS (27 kW) und war sogar zum gleichen Preis erhältlich wie das weiter angebotene schwächere, aber auch sparsamere Basismodell. Viele Abarth-Kunden bevorzugten daher gleich den hubraum- und durchzugsstärkeren OT 1000 Berlina.
Auch war Fiat in dieser Zeit verstärkt dazu übergegangen, nicht mehr – wie Abarth – die niedrigeren Werte in deutschen DIN-PS beziehungsweise den sehr ähnlichen italienischen CUNA-PS anzugeben, sondern die höheren, besonders in Nordamerika gebräuchlichen, für europäische Kunden jedoch schwieriger einzuschätzenden SAE-PS; ausgehend von der Fiat-Angabe von 40 (SAE-)PS für den 850 Berlina wirkte der Leistungszuwachs des OT 850 auf 43 (DIN-)PS auf manche enttäuschend. Hinzu kam, dass Fiat ab Frühjahr 1965 mit dem 850 Coupé und dem 850 Spider mit 47 beziehungsweise 49 (DIN-)PS (35 bzw. 36 kW) leistungsstärkere Modelle mit reizvolleren Karosserien zu einem attraktiven Preis anbot.
Vor diesem Hintergrund endete die Serienfertigung des OT 850 bereits in den ersten Monaten des Jahres 1965; gleichwohl stand er noch bis zum Modelljahr 1966 in den Abarth-Preislisten. Unklar ist, ob Abarth zuletzt nur noch Restbestände abverkaufte oder die Fahrzeuge noch einzeln auf Bestellung herstellte. Die Fertigung kompletter OT 850 endete jedenfalls 1966, als Abarth mit dem OT 1000 Berlina auch die letzte Version mit der Limousinenkarosserie des Fiat 850 Berlina einstellte; aus dem Pkw-Programm der Baureihe OT verblieben noch bis 1968 der OT 1000 Spider sowie bis 1970 das OT 1000 Coupé und das OT 1300 Coupé. OT 850 konnten jedoch auch in den Folgejahren noch von Kunden selbst aufgebaut werden, indem sie die einzelnen Umrüstteile bei Abarth kauften und selber einbauten.
Als indirekter Nachfolger des Fiat Abarth OT 850 kann der Fiat 850 Special angesehen werden, der ab Anfang 1968 mit dem 47 PS (35 kW) starken Motor des Fiat 850 Coupé in Großserie gefertigt wurde. Bereits ab 1965 und bis in die frühen 1970er-Jahre produzierte Giannini Automobili mit Sitz in Rom einen Konkurrenten zum Fiat Abarth OT 850, den Fiat Giannini 850 SL Berlina; sein Motor leistete 48 PS (35 kW) bei 5500 Umdrehungen pro Minute.

## Technik
Der Fiat Abarth OT 850 basiert auf dem weit verbreiteten Fiat 850 Berlina mit Heckmotor und Hinterradantrieb von 1964.

### Motor
Der OT 850 ist das einzige Fahrzeugmodell, das den kurzhubigen Abarth-Motor Sigla 201 nutzt, einen wassergekühlten 0,85-Liter-Ottomotor mit vier Zylindern in Reihe. Wie beim Ausgangsmodell resultiert aus einer Zylinderbohrung von 65,0 Millimetern und einem Kolbenhub von 63,5 Millimetern ein Hubraum von 843 Kubikzentimetern. Für die ursprüngliche bzw. ab November 1964 die schwächere Version bezifferte der Hersteller die Leistung mit 44 DIN-PS (32 kW) bei 5400 Umdrehungen pro Minute, für die stärkere auf 53 PS (39 kW) bei 6000 Umdrehungen. Die Gemischaufbereitung erfolgt über einen Solex-Einfachvergaser des Typs 34PBIC. Die Höchstgeschwindigkeit gab Abarth zunächst mit „130 Kilometer pro Stunde“ an, dann für die schwächere Version mit „über 130“ bzw. 135 km/h und für die stärkere mit „über 150“ bzw. zuletzt 150 km/h.
Nur auf den ersten Blick bestehen Ähnlichkeiten zum Vierzylindermotor des Fiat Abarth 850 TC mit 847 Kubikzentimeter Hubraum, der als Sigla 214 auf dem Fiat 600 basiert. Die Kurbelwellen beider Motortypen haben – wie bei den Ausgangsmotoren von Fiat – unterschiedliche Drehrichtungen; zudem ist der TC-Motor noch als Langhuber ausgelegt (62,5 mm Bohrung × 69,0 mm Hub). Die Leistungssteigerung des OT 850 gegenüber dem Fiat 850 Berlina beruhen vor allem auf einem leistungsfähigeren Vergaser, speziellen, von Abarth entwickelten und gebauten Anbauteilen sowie klassischen Tuningmaßnahmen; zu den abarthspezifischen Anbauteilen gehören insbesondere die Ansaugbrücke, der Abgaskrümmer und der Doppelrohr-Sportauspuff.

### Fahrwerk
Der OT 850 nutzt das Fahrwerk des Fiat 850 mit Einzelradaufhängung. Wegen der höheren Leistung ist es wie bei allen Versionen der Pkw-Baureihe Fiat Abarth OT modifiziert. Ab Werk hatte der OT 850 12 Zoll hohe und 4½ Zoll breite Abarth-Stahlfelgen mit einem verchromten Zierdeckel samt Abarth-Logo zur Abdeckung der Nabe und Radschrauben. Gegen Aufpreis standen ab Werk 13-Zoll-Leichtmetallräder mehrerer Hersteller zur Wahl. Die Serienbereifung hatte das Format 145 × 12. Die schwächere Version verzögert vorne wie hinten mit Trommelbremsen, nur die stärkere mit Scheibenbremsen vorne.
Der Radstand von 2027 Millimetern sowie die Spurweite von 1150 Millimetern vorne und 1160 Millimetern hinten entsprechen dem Fiat 850 Berlina und den herkömmlichen Fiat Abarth OT-Personenwagen. An der Hinterachse konnte die Spurweite auf 1220 Millimeter verbreitert werden.

### Karosserie

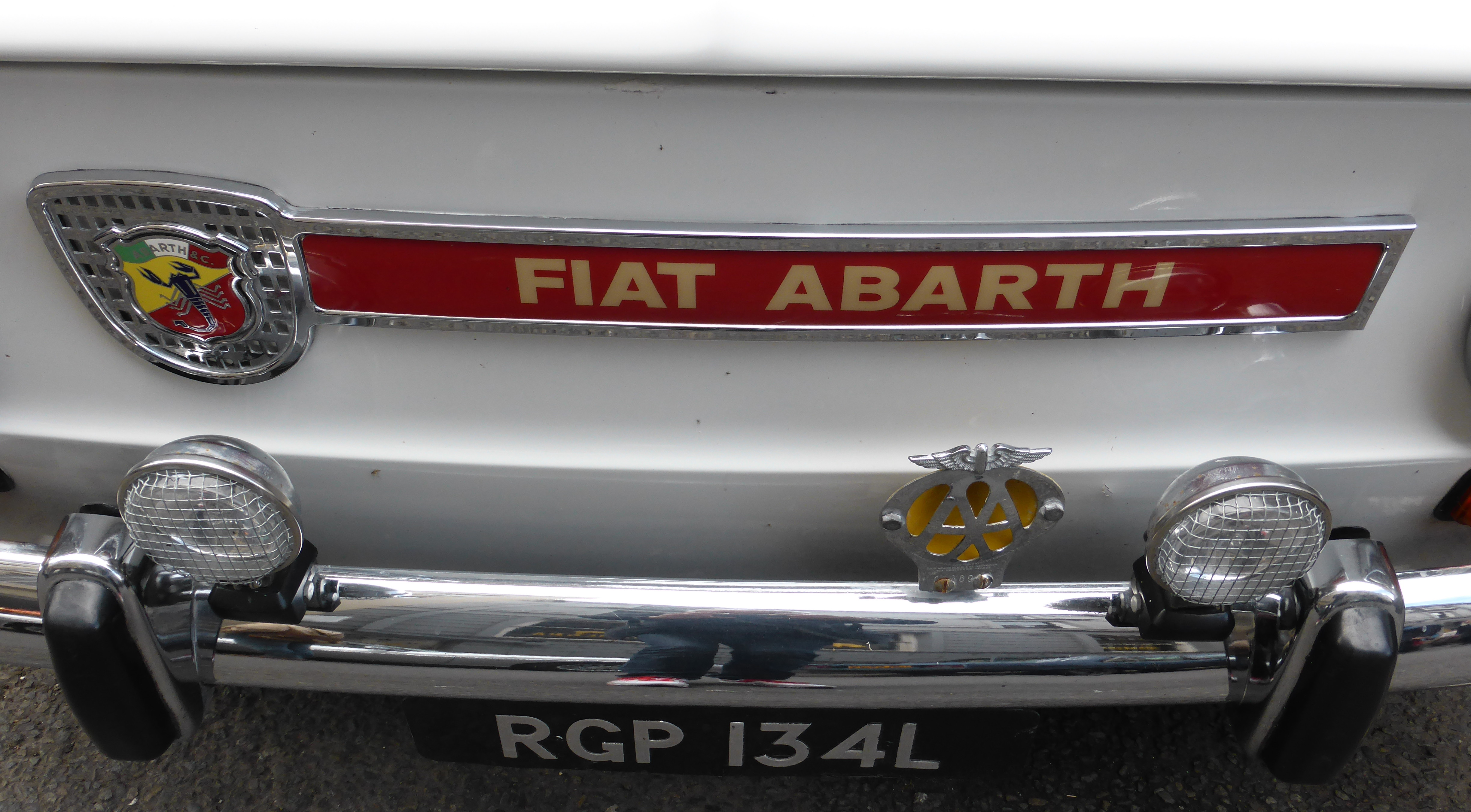
Die Front des Fiat Abarth OT 850 mit dem charakteristischen, asymmetrisch montierten Abarth-Logo und dem Fiat Abarth-Markenschriftzug

Der OT 850 nutzt die Serienkarosserie des Fiat 850 Berlina. Äußerlich unterscheidet er sich von diesem in mehreren kleinen Details; gering sind die äußerlichen Unterschiede zum OT 1000 Berlina.
An der Front ist das charakteristische, große Abarth-Logo (von vorne gesehen) asymmetrisch links montiert, daneben befindet sich eine schmale Chromleiste mit der Aufschrift Fiat Abarth (ohne Verweis auf den Hubraum). Abarth-Logos zieren auch die vorderen Kotflügel, die Radkappen, das Armaturenbrett und ein Schriftzug auch das Heck. Die serienmäßigen Stahlräder weisen ovale Belüftungsöffnungen auf. Weitere äußere Merkmale sind der Sportauspuff mit zwei Endrohren sowie eine veränderte Ölwanne aus einer Aluminiumlegierung. Anders als bei der hubraumstärkeren Variante OT 1000 fehlen jegliche äußeren Hinweise auf den Hubraum.

## DerOT 850im Motorsport

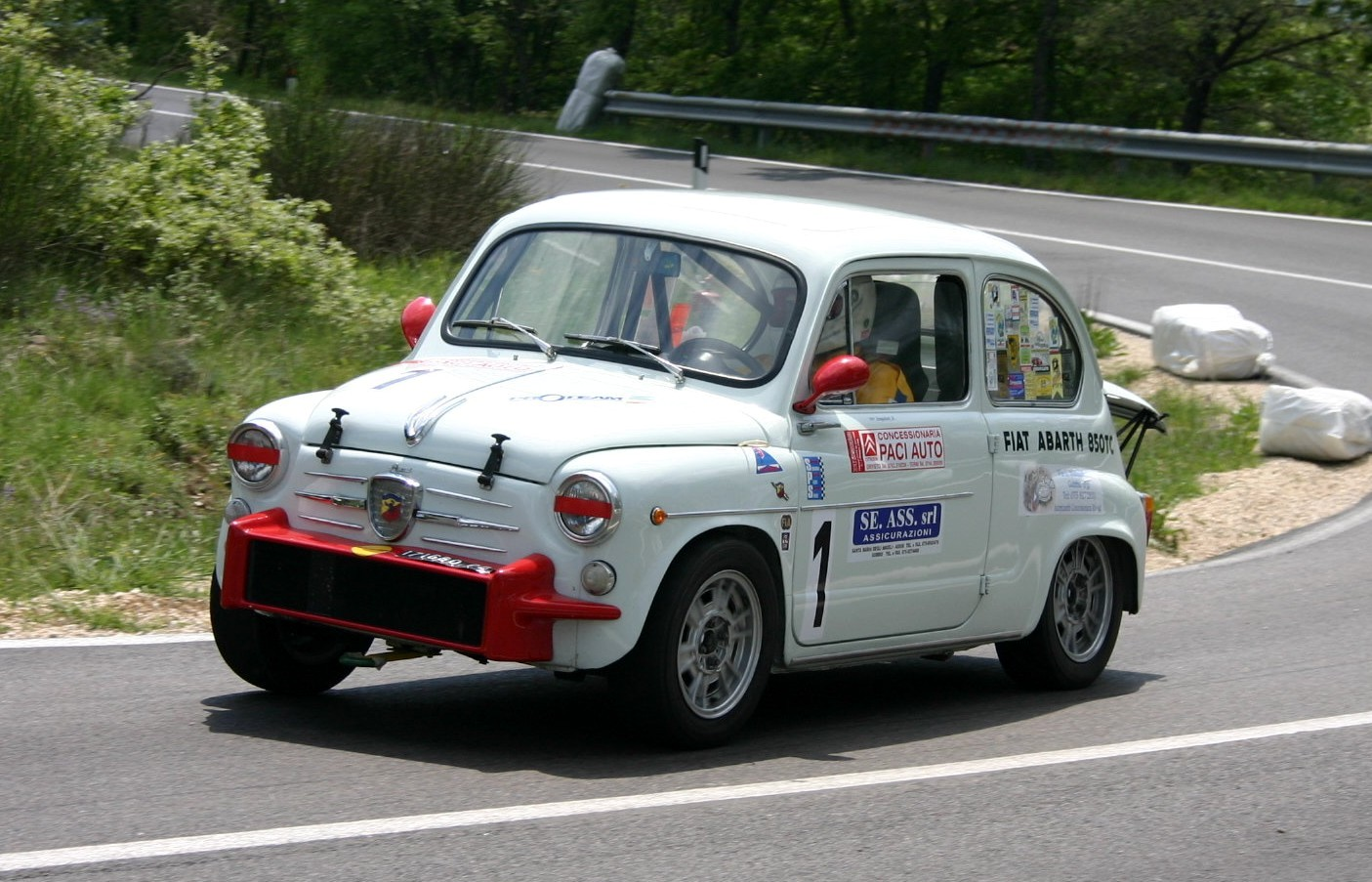
Die hausinterne Konkurrenz des OT 850 Corsa, der Fiat Abarth 850 TC Corsa von 1965/’66

Parallel zum Straßenmodell entwickelte Abarth den OT 850 Corsa, zum Teil auch als OT 850 Competizione bezeichnet. Intern trägt das Modell die Bezeichnung Tipo 101A und der weiter leistungsgesteigerte Motor die Kennung Sigla 201A. Von diesem Modell entstanden nur einzelne Fahrzeuge für werkseigene Zwecke, um sie mit dem bewährten Modell 850 TC Nürburgring Corsa der Jahre 1963 und ’64 sowie mit dem 850 TC Corsa der Modelljahre 1965 und ’66 (Sigla 214D/C–214D/F) auf Basis des Fiat 600 D zu vergleichen. Im Ergebnis behaupteten sich die TC-Modelle wegen ihres um etwa 40 Kilogramm niedrigeren Gewichts, der kompakteren Abmessungen und der günstigeren Aerodynamik.
Dementsprechend sind keine Werkseinsätze des OT 850 Corsa/Competizione dokumentiert, auch erfolgte keine spezielle Motorsport-Homologation bei der Commission Sportive Internationale (CSI), der Zulassungsbehörde der Fédération Internationale de l’Automobile (FIA). Jedoch konnten Kunden die Rennsportkomponenten einzeln kaufen und selber einbauen. Die Rennsportversionen des OT 850 waren leistungsmäßig in etwa auf demselben Niveau wie die jeweiligen 850 TC-Varianten: etwa 64 PS (47 kW) bei 7000 Umdrehungen pro Minute 1964 sowie etwa 70 PS (51 kW) bei 8000 Umdrehungen pro Minute in den Jahren 1965 und ’66.

## Die damaligen Neuwagenpreise
Auf dem italienischen Heimatmarkt kostete der Fiat Abarth OT 850 zunächst 870.000 Lire, während das Ausgangsmodell Fiat 850 Berlina – ebenso wie später der 850 Super – für 798.000 Lire erhältlich war. Mit der Überarbeitung zum OT 850/Oltre 130 im November 1964 blieb der Preis unverändert. Der leistungsstärkere OT 850/Oltre 150 kostete hingegen 1.100.000 Lire, genau so viel wie der OT 1000 Berlina; beide boten dafür jedoch gegenüber dem Basismodell serienmäßig vordere Scheiben- anstelle von Trommelbremsen.
Aufpreispflichtiges, gleichwohl gerne gewähltes Zubehör ab Werk waren Leichtmetallräder von Amadori oder Campagnolo für 23.500 Lire; ferner standen verschiedene Sportlenkräder mit Holzkranz oder Lederummantelung zu Preisen zwischen 17.000 und 22.000 Lire zur Wahl.

## Die heutige Situation
Von den originalen OT 850 haben nur wenige Fahrzeuge bis heute überdauert, viele wurden im Rennsport verschlissen. Wegen ihres unscheinbaren Äußeren blieben die übriggebliebenen lange Zeit selbst unter Fahrzeugsammlern wenig beachtet. Heute sind sie unter Liebhabern der Marke Abarth gesuchte Sammlerstücke. Die Preise variieren stark je nach Erhaltungszustand und Fahrzeuggeschichte.
Ein limitiertes Miniaturmodell des Fiat Abarth OT 850 von 1964 in weiß im Maßstab 1:18 gibt es von Laudoracing-Models.